# Supercopa da Inglaterra de 2020
A Supercopa da Inglaterra 2020 ou FA Community Shield de 2020 foi a 98.ª edição do torneio, disputada em partida única entre o Campeão Inglês de 2019–20 (Liverpool) e o Campeão da Copa da Inglaterra de 2019–20 (Arsenal). O Arsenal consagrou-se o campeão do torneio, ao vencer o Liverpool por 5–4 nos pênaltis, após o empate de 1–1 no tempo regulamentar, e conquistou seu 16.º título da competição.

## Participantes
| Equipe    | Classificação                     |
| --------- | --------------------------------- |
| Liverpool | Campeão Premier League de 2019–20 |
| Arsenal   | Campeão FA Cup de 2019–20         |

## Detalhes da partida
A partida segue o fuso horário do verão inglês (UTC+1).
Partida única
| 29 de agosto de 2019 | Arsenal        | 1 – 1 | Liverpool    | Estádio de Wembley, Londres |
|                      | Aubameyang 12' |       | 73' Minamino |                             |

|                                                    |       | Penalidades                           |  |
| Nelson Maitland-Niles Cédric David Luiz Aubameyang | 5 – 4 | Salah Fabinho Brewster Minamino Jones |  |

## Campeão
| Campeão da Supercopa da Inglaterra de 2020 |
| ------------------------------------------ |
| ARSENAL 16° titulo                         |